# An American Dilemma
An American Dilemma: The Negro Problem and Modern Democracy är en vetenskaplig studie av Gunnar Myrdal från 1944, som behandlar de svartas situation i dåtidens USA, "negerproblemet". Studien genomfördes mellan 1938 och 1942 och publicerades 1944 i två delar omfattande 1500 sidor.
Den tvärvetenskapliga studien finansierades av Carnegie Institution of Washington. Myrdal engagerade ett flertal forskare som medarbetare. Boken tes är att det finns en motsättning mellan den rasistiska praktiken i USA och de officiella amerikanska idealen om frihet, jämlikhet och rättvisa. Myrdal tog avstånd från biologiska teser om de svartas påstådda naturliga underlägsenhet. Istället pekade han på diskrimineringen av de svarta, inte minst i sydstaterna. 
Boken fick stor betydelse för den amerikanska debatten. Många uppskattade Myrdals engagemang för att förbättra de svartas situation. Boken har också haft stor betydelse i den vetenskapliga diskussionen. Undertiteln The Negro Problem and Modern Democracy har också setts som fördomsfull och boken kritiserades av till exempel radikala svarta aktivister under 1960-talet. Det bör dock understrykas att Myrdal inte menade att det var de svarta i USA som var problemet utan de vitas fördomar om dessa.
Senare gav Myrdal ut uppföljaren An American Dilemma Revisited, som även utkom i Sverige under titeln "Historien om An American Dilemma" (1987). I denna bok diskuterar han kortfattat tillkomsten av boken och presenterar en analys av den senare utvecklingen av de svartas situation.
| ” | There is no doubt that the overwhelming majority of white Americans desire that there be as few Negroes as possible in America. If the Negroes could be eliminated from America or greatly decreased in numbers, this would meet the whites' approval—provided that it could be accomplished by means which are also approved. Correspondingly, an increase of the proportion of Negroes in the American population is commonly looked upon as undesirable. White prejudice and discrimination keep the Negro low in standards of living, health, education, manners and morals. This, in its turn, gives support to white prejudice. White prejudice and Negro standards thus mutually ‘cause’ each other. | „ |